# Ermita de Nuestra Señora de Loreto (Vistabella del Maestrazgo)
La ermita de Nuestra Señora de Loreto de Vistabella del Maestrazgo, en la comarca del Alcalatén, Provincia de Castellón es un lugar de culto declarado genéricamente como Bien de Relevancia Local, según la Disposición Adicional Quinta de la Ley 5/2007, de 9 de febrero, de la Generalitat, de modificación de la Ley 4/1998, de 11 de junio, del Patrimonio Cultural Valenciano (DOCV Núm. 5.449 / 13/02/2007), con código de identificación: 12.04.139-006.

## Historia y descripción
Se trata de una ermita construida en el siglo XVI siguiendo los cánones del arte gótico tardío, destacando arquitectónicamente su bóveda de crucería estrellada, que presenta decoración de pinturas murales y el porche que tiene adosado su frontal.
Se localiza dentro del actual núcleo urbano, en la parte oeste, en la calle Arrabal de Loreto, cerca del antiguo cementerio templario.
Es una ermita exenta, construida a finales del siglo XVI, sobre una plataforma de piedra abalconada para hacer frente al desnivel de la calle, por lo que para su acceso se utilizan unas cortas escaleras. Es considerada la capilla u oratorio de la familia Polo-Bernabé
Presenta planta cuadrangular, con muros de fábrica de sillares en la fachada principal, esquinas y vanos, mientras que el resto utiliza mampostería, techo a dos aguas, cubierto por tejas y bajo los aleros laterales presenta triple hilada de ladrillos. Tiene atrio de entrada con dos columnas cilíndricas con capiteles, que descansan en un murete de obra, mientras sirven de apoyo al tejado, nuevamente a dos aguas, con tejas en la parte exterior y vigas de madera en la parte de dentro. La fachada se remata con una espadaña para una campana. Pese a tener el atrio no presenta en esta fachada la puerta de entrada, sino que cuenta con dos accesos, uno por cada lateral, consistente en puertas de madera labradas, por lo que en la fachada existe una gran ventana baja con rejas.
Respecto a su interior, en él destaca la decoración de cenefas florales, así como los rasgos de un gótico de transición. En el altar está la imagen de la Virgen de Loreto. La festividad de la Virgen de Loreto se celebra el 8 de septiembre, y como acto religioso a destacar es la celebración de culto en la ermita, mientras que el resto del año permanece cerrada.